# 尼克·埃弗斯曼
尼克·埃弗斯曼（英語：Nick Eversman，1986年2月15日—）是一位美國男演員。他最出名的作品是2012年美國廣播公司懸疑諜報劇集《疑蹤》。他也曾出演過多部電影。

## 外部連結
- 尼克·埃弗斯曼在互联网电影资料库（IMDb）上的資料（英文）